# Hatice Kübra Yangın
Hatice Kübra Yangın (Eskişehir, 15 agosto 1989) è una taekwondoka turca.

## Palmarès

### Mondiali di taekwondo
- Bronzo a Campionati mondiali di taekwondo 2011

### Europei di taekwondo
- Oro a Campionati europei di taekwondo 2008
- Oro a Campionati europei di taekwondo 2012